# Eqrem Çabej
Eqrem Çabej (Eskişehir, 7 agosto 1908 – Roma, 13 agosto 1980) è stato un linguista albanese, considerato tra i maggiori albanologi del XX secolo.

## Biografia
Nacque il 7 agosto 1908 a Eskişehir ma frequentò gli studi primari ad Argirocastro; successivamente si trasferì nell'Impero austro-ungarico prima a Sankt Pölten, dove imparò il tedesco, e poi a Klagenfurt am Wörthersee, dove proseguì con gli studi superiori. Seguendo i desideri del padre, si iscrisse alla Facoltà di Medicina e Chirurgia dell'Università "La Sapienza" di Roma ma optò nel 1927 per gli studi di linguistica presso l'Università di Graz, trasferendosi nel 1930 all'Università di Vienna, dove frequentò le lezioni di Paul Kretschmer, Carl Patsch, Nikolaj Trubeckoj e Norbert Jokl; fu proprio Jokl a stimolare il suo interesse per l'albanologia e in particolare per la storia dello sviluppo della lingua albanese. Nel 1933 pubblicò la sua tesi di dottorato sugli studi italo-albanesi.
Terminati gli studi tornò in Albania dove insegnò in alcuni licei a Scutari ed Elbasan fino all'assunzione presso il Ministero dell'istruzione; successivamente insegnò ad Argirocastro e Tirana. Fu inviato a Roma nel 1940 su iniziativa del Ministro dell'istruzione Ernest Koliqi per lavorare all'Atlante linguistico albanese, opera che non fu mai completata mentre nel 1943 fu nominato Ministro dell'istruzione nel governo di Rexhep Mitrovica, incarico che non accettò. Il 25 gennaio 1944 il fratello maggiore Selaudini, sottoprefetto dell'altopiano di Gjakova, fu fucilato.
Divenne membro dell'Istituto delle scienze (precursore dell'Università di Tirana) nel 1947 e dal 1952 al 1957 insegnò storia albanese e fonetica storica. Fu inoltre membro fondatore dell'Accademia delle Scienze nel 1972.